# Надежден
Надежден е село в Южна България. То се намира в община Харманли, област Хасково.

## География
На три километра южно от гр. Харманли по посока Маджарово. В красива местност, покрай река и много хубав язовир.

## История
Селото е създадено от жители на Рогозиново, Черна могила, Лешниково. Първоночално са живели в колиби само лятото, а после са създали селото, за което има и легенда защо се казва „Надежден“.

## Личности
От село Надежден е имало депутат в Народното събрание дядо Хубен, който е ходел на сесии в народна носия. Сред основателите на селото са родителите на най-известния борец в Хасковския край – Георги Сидеров „Махленчето“, за когото се разказват легенди.